# نيكون دي 3000
نيكون دي 3000 (بالإنجليزية: Nikon D3000)‏ كاميرا احترافية من إنتاج شركة نيكون 10.2 ميجا بيكسل وقد طرحت في السوق في صيف 2009
1. ↑  "Nikon D3000". Digital SLR Cameras products line-up. Nikon Corporation. مؤرشف من الأصل في 2011-03-18.